# Tuilerie de Champtonnay
La tuilerie de Champtonnay est un bâtiment industriel situé dans cette commune de Haute-Saône.

## Histoire
La tuilerie est construite en 1839 : elle comprend divers bâtiments organisés autour d'une cour (four avec sa cheminée en lanterneau, halle de séchage, étable et habitation). Elle fonctionne pendant un peu moins d'un siècle sans jamais être mécanisée, avant que les bâtiments soient transformés en ferme en 1922.
Ce type de tuilerie artisanale était courant au XIXe siècle mais peu d'exemples ont été conservés.

## Sources
1. ↑  Notice no PA00125413, sur la plateforme ouverte du patrimoine, base Mérimée, ministère français de la Culture